# Ovanåker
Ovanåker è un comune svedese di 11 456 abitanti, situato nella contea di Gävleborg. Il suo capoluogo è la cittadina di Edsbyn.

## Località
Nel territorio comunale sono comprese le seguenti aree urbane (tätort):
- Alfta
- Edsbyn (capoluogo)
- Ovanåker
- Roteberg
- Runemo
- Viksjöfors